# Nabonido
Nabonido (em acádio: 𒀭𒀝𒉎𒌇; romaniz.: dNabû-naʾid, Nabonidus; lit. "Nabu é elogiado") foi o último rei da Babilônia, governando entre 556 e 539 a.C. e tendo reinado em algum momento junto com seu filho Belsazar. De acordo com vários historiadores, Labineto, citado por Heródoto, é uma forma corrompida de Nabonido.

## Últimos reis
Os últimos reis do Império Neobabilônico foram Nabucodonosor II (morreu em 562 a.C.), seguido por seu filho Evil-Merodaque, que reinou por dois anos, seguido de Neriglissar (r. 560–556 a.C.) e, finalmente, por Nabonido em cujo reinado a Babilônia foi conquistada por Ciro, o Grande.

## Biografia
Labineto, da Babilônia, e Sienésis I, da Cilícia, foram os reis que garantiram a paz entre Ciaxares, rei dos medos, e Alíates, rei da Lídia, após uma guerra de seis anos que terminou quando a batalha de Hális foi interrompida por um eclipse solar. Labineto ainda era o rei da Babilônia quando Creso, rei da Lídia, guerreou contra Ciro, o Grande, e era um dos aliados do lídio.
Ele foi casado com Nitócris, filha de Nabucodonosor e viúva de Neriglissar, com quem teve Belsazar, seu filho mais velho. De acordo com Heródoto, Labineto e Nitócris tiveram um filho de nome Labineto, que foi o último rei da Babilônia, derrotado por Ciro.
Na lista de reis da Babilônia e de Uruque, Nabonido foi o sucessor de Labasi-Marduque, e acredita-se que reinou por dezessete anos, mas a citação na lista está quebrada e não se pode ver exatamente o tempo do seu reinado. Na lista mostra que foi sucedido por Ciro, o Grande.

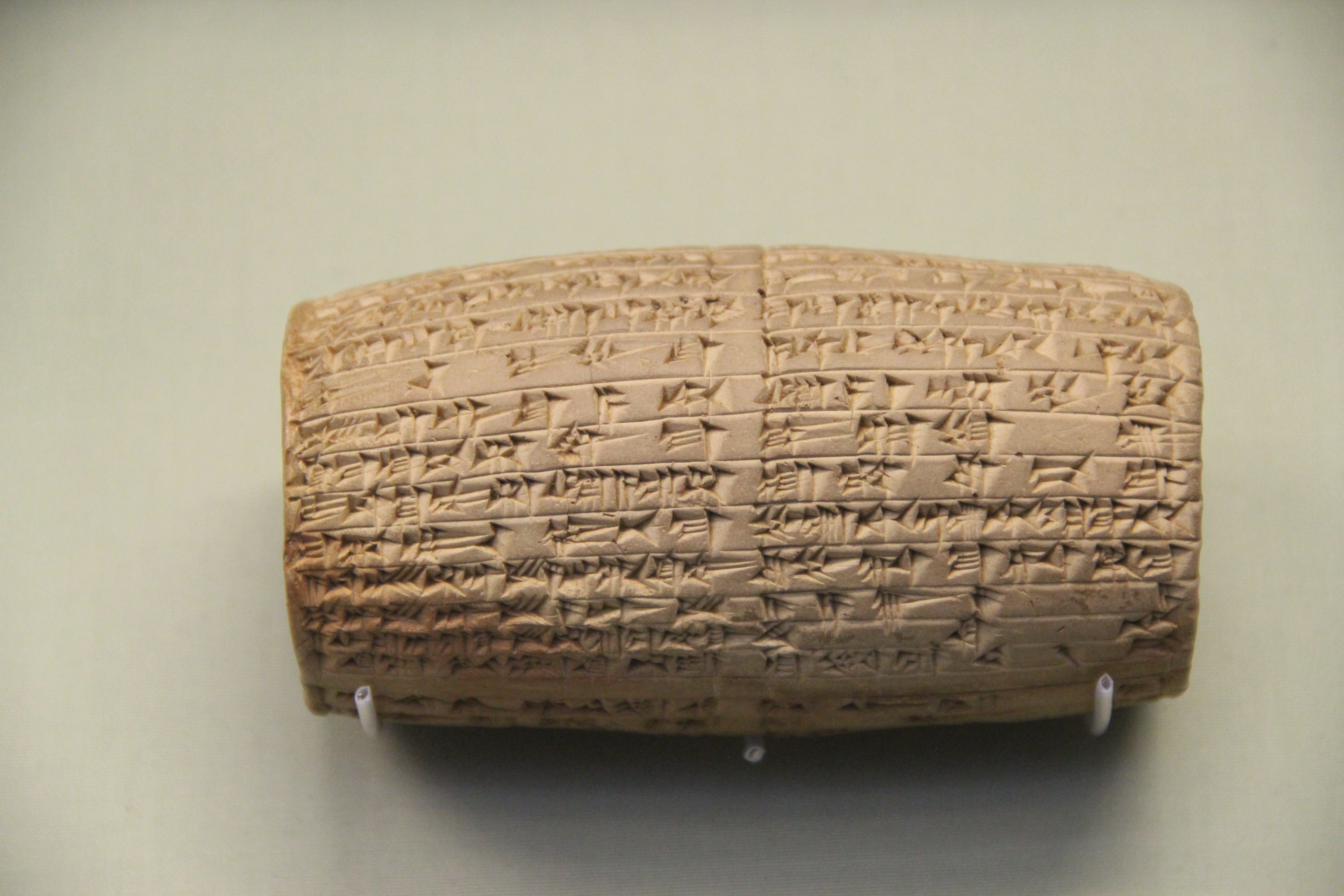
Cilindro de Nabonido com escrita cuneiforme

Em diversos prismas, Nabonido associa consigo seu filho primogênito, Belsazar, nas suas orações ao deus-lua. Uma inscrição mostra que no seu terceiro ano, antes de sair numa campanha que resultou na conquista de Taima, na Arábia, Nabonido designou Belsazar para o reinado em Babilônia. O mesmo texto indica que Nabonido ofendeu o povo do seu império por concentrar a adoração no deus-lua e por deixar de estar em Babilônia para celebrar a festividade do Ano-novo. Um documento, conhecido como Crônica de Nabonido, declara que no 7º, 9º, 10º e 11º ano do seu reinado, Nabonido estava na cidade de Taima, e em cada caso faz-se a declaração: 
“O rei não veio a Babilônia [para as cerimônias do mês de nisanu]; a (imagem do) deus Nebo não veio a Babilônia, a (imagem do) deus Bel não saiu (de Esagila em procissão), a fest[ividade do Ano-novo foi omitida].” Devido à condição mutilada do texto, o registro dos outros anos é incompleto. Isso nos mostra que Belsazar não iniciou o seu governo no mesmo período que o seu pai.

## Cronologia
- 556 a.C. Torna-se rei após um golpe de estado que destrona Labasi-Marduque

- 555 a.C. Campanha para a Cilícia

- Reformas religiosas: a tríade mesopotâmica Sim, Samas e Istar (Lua, Sol e Vênus), venerada em Harã, é propagada; conflito com o estabelecimento religioso babilônico

- 553 a.C. Outra campanha para Cilícia e Edom

- 549 a.C. Nabonido está em Taima

- 547 a.C. Nabonido está em Taima; Adagupi morre; Ciro está perto de Arbela

- 546 a.C. Nabonido está em Taima

- 545 a.C. Nabonido está em Taima

- 542 a.C. Reparos no templo de Samas em Sipar

- 540 a.C. Reparos no zigarute de Ur

- 539 a.C.

° 12 de outubro: ele é derrotado por Ciro perto de Ópis
° 29 de outubro: Ciro entra na Babilônia; Nabonido é preso

## Na cultura popular
- Nabonido é interpretado por Carl Stockdale no filme mudo de D. W. Griffith Intolerância, de 1916.
- Na novela O Rico e Lázaro, Nabonido aparece na 1ª fase como jovem, interpretado por Matheus Costa, e Augusto Garcia o interpreta na fase adulta.